# アッシュ・ペー・フランス
アッシュ・ペー・フランス株式会社（H.P.FRANCE,）は、東京都港区に置き、事業内容はファッションと生活関連領域における小売、卸売、企画生産を手掛けている企業。

## 概要
1984年にレディースファッション小売店である「Lamp」として創業。1985年8月にアッシュ・ペー・フランス株式会社として法人へ改組。企業理念は「創造的であると言う事」「グローバルであるということ」「人が生きるということ」。
家具・生活雑貨の「H.P.DECO」、ジュエリーに特化した「H.P.FRANCE BIJOUX」、大人の女性に向けての「CONCENTO PARIS H.P.FRANCE」、国内ブランドを中心にセレクトした「ライチ」などを展開している他。近年では合同展示会の「rooms」や、ブランディング・コンサルティング事業の「PR01」、芸術支援なども行っている。
2013年2月期には110億6324万円の売上があった。しかし、急激な事業拡大や多角化に加え、不正会計が発覚した事などで資金繰りが悪化。このためアッシュ・ペー・フランスは2017年に事業再生ADRを申請し、金融機関から債権放棄を受けるとともに、2018年には投資ファンドのブレイン・アンド・キャピタル・インベストメンが運営する投資組合をスポンサーとした新体制へ移行した。
その後も業績は改善されず、新型コロナウイルスによって業績が悪化。これに追い打ちをかけるかのように、事業再生ADRよる条件変更後の金融債務の一括返済期限が2023年2月に迫っていた事や、コロナ特例猶予を受けていた約6億円の社会保険料の支払いが必要になるなど財務面でも悪化。このためアッシュ・ペー・フランスは2023年2月24日に東京地方裁判所へ会社更生法適用を申請し、同日付で保全管理命令を受け、同年3月31日に会社更生手続開始決定を受けた。アッシュ・ペー・フランスは会社更生スポンサーを探した上で、営業を継続する。